# The Darkening Trail
The Darkening Trail (letteralmente: "il sentiero oscuro") è un film muto del 1915 diretto da William S. Hart su un soggetto di C. Gardner Sullivan. Prodotto da Thomas H. Ince, aveva come interpreti William S. Hart, Enid Markey, George Fisher.

## Trama
Jack Sturgess, giovinastro sregolato e irresponsabile, lascia l'Est partendo per l'Alaska dopo che il padre ha minacciato di diseredarlo se non sposerà Ruth Wells, una commessa messa incinta da lui. Stabilitosi in Alaska, Jack conosce e sposa Ruby McGraw ma non passa molto tempo che l'uomo riprende le sue vecchie e brutte abitudini, cominciando a trascurare la giovane moglie per tradirla con altre donne. Una sera di tempesta, Ruby lo trova ubriaco, riverso sul ciglio della strada. Lei si ammala di polmonite e lui, mandato a chiamare il medico, finge di acconsentire. In realtà, non ha alcuna intenzione di salvare la moglie malata, cosciente che, alla sua morte, potrà essere nuovamente libero. Yukon Ed, un cercatore innamorato di Ruby, scopre che la donna è in fin di vita. Quando però torna con il dottore, ormai è troppo tardi. Deciso a renderle giustizia, ritrova Jack, responsabile della sua morte, e lo manda a unirsi a Ruby nel suo viaggio lungo "il sentiero oscuro".

## Produzione
Il film fu prodotto da Thomas H. Ince per la New York Motion Picture.

## Distribuzione
Il copyright del film, richiesto dalla New York Motion Picture Corp., fu registrato il 31 maggio 1915 con il numero LP5426.

Distribuito dalla Mutual, il film uscì nelle sale statunitensi il 31 maggio 1915. Nel 1918, la W. H. Productions ne fece uscire una riedizione con il titolo The Hell-Hound of Alaska. In Danimarca, il film fu distribuito il 29 marzo 1920 con il titolo Alaskajægeren.
Copie complete della pellicola si trovano conservate negli archivi della Cineteca del Friuli di Gemona, in quelli della Library of Congress di Washington, all'Academy Film Archive di Beverly Hills.